# Caterina Chinnici
Caterina Chinnici (ur. 5 listopada 1954 w Palermo) – włoska prawniczka, urzędniczka państwowa, prokurator, minister w rządzie regionalnym, deputowana do Parlamentu Europejskiego VIII, IX i X kadencji.

## Życiorys
Jej ojcem był Rocco Chinnici, sędzia śledczy i działacz antymafijny, zamordowany w 1983 na zlecenie mafii. W 2014 Caterina Chinnici opublikowała poświęconą ojcu książkę È così lieve il tuo bacio sulla fronte.
Ukończyła studia prawnicze na Uniwersytecie w Palermo. Pracowała w prokuraturze w Caltanissetcie i w ministerstwie sprawiedliwości, po czym w 1991 powróciła do Caltanissetty. Była następnie zatrudniona w biurze prokuratora generalnego przy sądzie apelacyjnym. W latach 1995 otrzymała nominację na prokuratora republiki, obejmując stanowisko przy sądzie dla nieletnich w Caltanissetcie. Funkcję tę pełniła do 2008, przechodząc następnie do sądu dla nieletnich w Palermo. Jednocześnie w 2002 powołano ją na wiceprzewodniczącą krajowej komisji ds. adopcji międzynarodowych.
W 2009 prezydent Sycylii Raffaele Lombardo mianował ją na asesora ds. rodziny i autonomii lokalnej w rządzie regionalnym. Urząd ten sprawowała do 2012. W tym samym roku minister sprawiedliwości Paola Severino powierzyła jej stanowisko dyrektora jednego z czterech resortowych departamentów – departamentu ds. sprawiedliwości wobec nieletnich (Dipartimento della Giustizia Minorile).
W 2014 Caterina Chinnici przyjęła propozycję zajęcia 1. miejsca na jednej z list regionalnych Partii Demokratycznej w wyborach europejskich, uzyskując w głosowaniu mandat eurodeputowanej. W 2019 z powodzeniem ubiegała się o reelekcję. W 2023 odeszła z PD, dołączyła następnie do partii Forza Italia. W 2024 utrzymała mandat posłanki do PE na kolejną kadencję (gdy wyprzedzający ją kandydat zrezygnował z jego objęcia).